# Nel nido delle tartarughe
(Henry David Thoreau, frase riportata sulla copertina)
Nel nido delle tartarughe è un romanzo rosa scritto da Mary Alice Monroe nel 2002, stampato nel 2005 nella collana I nuovi bestsellers con il numero 311 dalla Harlequin Mondadori e nel 2003 nella collana I Chiaroscuri.
Mary Alice Monroe vive con la famiglia sull'Isola delle Palme nella Carolina del Sud, dove fa parte di un comitato per la tutela delle tartarughe, questo libro è arrivato ad una vendita di oltre 300 000 copie.
Ogni inizio di capitolo vi è la spiegazione della vita della Tartaruga Marina (dal latino Caretta Caretta). Verso la fine del racconto vi è un minidecalogo per la salvaguardia delle tartarughe.

## Trama
Cara una ragazza che vive a Chicago, riceve una lettera dalla madre Olivia, per gli amici Lovie, che gli chiede di raggiungerla all'Isola delle Palme in una casa sulla spiaggia detta Primorose Cottage. Cara accetta dato che allo stesso tempo perde il lavoro, arrivata dalla madre si accorge che ha in casa un ospite, è Toy, una ragazza giovane incinta, cacciata dai suoi genitori.
Una notte la madre sveglia Cara e gli chiede di seguirla sulla spiaggia e gli fa osservare una testuggine che sta depositando delle uova, quando la tartaruga si è rituffata nel mare, Lovie gli confessa che ha un male incurabile (un tumore), incurabile e gli resta solo l'estate. Così per tutto il tempo che resta decide di stargli al suo fianco, e fa ristrutturare il cottage, rovinato dall'ultimo passaggio di un uragano, chiedendolo all'amico Brett, tuttofare conosciuto da poco. La madre per inaugurare la fine dei lavori decide di organizzare la festa per il 4 luglio.
Col passare del tempo succedono molte cose e Cara resta vicino alla madre, fino a che si spegne seduta sulla veranda, ringraziando il signore di aver risposto alla lettera ed essere ritornata al suo fianco, così tanto che decide di non più ripartire.

## Edizioni
- Mary Alice Monroe, Nel nido delle tartarughe, traduzione di NEWS, collana I nuovi bestsellers, Harlequin Mondadori, 2005,  p. 307.